# Coaxet
Coaxet, pleme ili selo algonkinske konfederacije Wampanoag. Selo se nalazilo u blizini Little Comptona u Rhode Islandu na području današnjeg okruga Newport.
Hodge kaže da su njegovi stanovnici, oko 100 odraslih (1685.) Praying Indijanci.